# 魔毯行動
魔毯行动是第二次世界大战後美国战舰管理局開展的一項活動，目的是讓欧洲、太平洋战争戰場和中缅印战区中的800多万美国军事人员順利回到美國。 1945年6月起，欧洲戰場上的美國士兵搭乘数百艘自由轮、胜利轮和运兵船回到美国。1945年10月开始，超过370艘美国海军舰艇護送太平洋戰場上的美國士兵回家。歐洲戰場上的魔毯行動于1946年2月结束，而太平洋戰場上的魔毯行动则持续到1946年9月。